# 克列諾韋 (諾索夫卡區)
50°43′21″N 31°51′42″E / 50.72250°N 31.86167°E
克列諾韋（烏克蘭語：Кленове），是烏克蘭北部的村莊，隸屬切爾尼希夫州的尼任區。該村面積0.24平方公里，海拔高度132米，2001年人口47，人口密度每平方公里195.8人。